# ستيف جاي بالمر
ستيف جاي بالمر (بالإنجليزية: Steve J. Palmer)‏ هو منتج وممثل أمريكي ولد في 8 نوفمبر 1975 المعروف بأداءه الصوتي والحركي لشخصية بيل وليامسون أحد أعضاء عصابة داتش فاند دير ليند في لعبة ريد ديد ريدمبشن 1 وريد ديد ريدمبشن 2.

## نبذة
ولد ستيف جاي بالمر في نيو هارتفورد، نيويورك في 8 نوفمبر 1975، في أواخر السبعينيات نقل والده عائلته إلى دايتونا بيتش، فلوريدا، تخرج ستيف من مدرسة سي بريز الثانوية والتحق لاحقاً بكلية ولاية دايتونا، ستيف جاي حاصل على البكالوريوس في الفنون الجميلة من جامعة كارولاينا الجنوبية أيكن وخريج من (iO West).